# 青神乡
青神乡，是中华人民共和国四川省达州市渠县曾经下辖的一个乡。2019年12月，撤销青神乡，将其所属行政区域划归土溪镇管辖。

## 行政区划
青神乡撤销前下辖以下地区：
火花村、滑石村、黄石村、金蝉村、四岭村和平碾村。